# Rise of Nations
Rise of Nations (с англ. — «Расцвет наций») — компьютерная игра в жанре RTS, разработанная компанией Big Huge Games в 2003 году.

## Игровой процесс

### Города
Города являются ключевыми строениями в игре — в них происходит наём работников на добычу ресурсов, в них же они могут укрыться от врага и вести по нему стрельбу; только в пределах городских границ можно строить большинство экономических зданий. Города расширяют «национальные границы» вокруг себя.

### Способы передвижения
Одно из отличий Rise of Nations в том, что для транспортировки юнитов морем не требуются транспортные суда. Юниты сами создают и убирают их. Также торговые караваны оставляют позади себя дорогу.

### Национальные границы
Национальные границы — область вокруг городов и фортов, которая считается принадлежащей игроку и на которой он может возводить свои строения. На нейтральной же территории этого делать нельзя, а на враждебной действует эффект «истощения» или «партизанской войны» — само пребывание на ней постепенно уменьшает количество «жизни» юнитов и зданий. Национальные границы могут быть расширены путём возведения новых городов и фортов, развитием имеющихся, исследованием специальных технологий, и возведением некоторых типов чудес света.

### Чудеса света
Некоторые уникальные здания-достопримечательности разных стран мира перенесены в игру. Здесь они наделены особыми свойствами, которые дают игроку преимущества после их постройки. Каждое Чудо света доступно в определённую эпоху. Например, Пирамиды можно строить в Античности, а вот Суперколлайдер будет доступен только в Информационном Веке.

### Ресурсы
В игре есть шесть типов ресурсов, пять из которых (еда, дерево, металл, нефть и золото) используются главным образом для постройки зданий и юнитов. В отличие от многих предшественников, в Rise of Nations источники ресурсов неистощимы, и тем самым ресурсы можно получать бесконечно. Еда производится на фермах (не более пяти на каждый город, не более одного горожанина на участок) и путём рыболовства в морях, древесина заготавливается в лесах, объём лесозаготовок определяется размерами лесного массива и количеством горожан, занятых в нём лесозаготовками, металл добывается в горах, объём добычи определяется количеством горожан, занятых на каждой шахте, золото производится в ходе торговли с участием караванов, зависит от количества караванов, курсирующих между городами, для каждой пары городов — один караван.
Нефть появляется в игре только с Индустриального века и нефтеносные участки не видны игрокам младших уровней. Шестой ресурс, знания, создаётся в университетах, в каждом городе может быть только один университет, в каждом университете не более семи учёных. Знания используются для проведения исследований в библиотеке и пусковой шахте, постройки двух чудес высшего уровня и оружия последних эпох — ядерных и крылатых ракет.
Такое обилие видов ресурсов вынуждает плотно заниматься экономикой. Также на карте присутствуют «редкие ресурсы» — компактные уникальные локации, которые дают определённые бонусы и небольшое количество обычных ресурсов, если послать к ним купца с рынка. Использовать один редкий ресурс одновременно могут несколько игроков.

## Режимы игры
В режимах одиночной и сетевой игры доступно множество опций, способных сильно изменить стиль игры.

### Обучение
Несколько исторических сценариев игры, сопровождаемые текстовыми и голосовыми подсказками, призванные ввести игрока в курс игрового процесса.

### Одиночная игра
Битва игрока против 1-7 компьютерных противников. Уровень сложности задаётся всем врагам за раз.

### Кампания
Кампания в Rise of Nations реализована иначе, чем в большинстве RTS. Действие происходит на карте мира, поделённой на области, и игрок не следует заранее написанному разработчиками сценарию, а сам выбирает, какую область захватывать в очередной миссии (изначально в его распоряжении только одна область). Такая реализация кампании (глобальная карта и тактические бои в реальном времени) напоминает игры серии Total War с той разницей, что основное внимание уделено не событиям на глобальной карте, а тактическим миссиям.

### Сетевая игра
Под Microsoft Windows Rise of Nations использует сервис GameSpy Internet Matchmaking для игры на централизованном сервере. Также есть возможность играть по локальной сети.
На Mac OS X Rise of Nations используется GameRanger.
Совместная игра пользователей разных платформ не поддерживается.

## Технологии

В «Rise of Nations» особое место уделяется ядерному оружию

Научный прогресс в Rise of Nations играет особенно большую роль, так как за время игры управляемая игроком нация проходит путь от древнейших времён до технологий будущего. Существует 8 эпох, соответствующих различным периодам в истории человечества, которые проходит управляемая игроком цивилизация по мере развития (в скобках указан промежуток времени, которому приблизительно соответствует этот период в реальной истории Земли):
- Древность
- Античность
- Средние века
- Эпоха пороха
- Эпоха Просвещения
- Промышленная эпоха
- Новейшая эпоха
- Информационный век

Бо́льшая часть исследований, включая переход в следующий век, проводится в библиотеке. Там исследования разделены на 5 ветвей, каждая из которых может быть усовершенствована до 7 уровня:
- эпохи;
- военные — увеличивают лимит населения, удешевляет производство войск и позволяют проводить военные усовершенствования соответствующей эпохи;
- гражданские — увеличивают лимит городов, расширяют национальные границы, открывают доступ к исследованиям в храмах и башнях;
- экономические — увеличивают лимит добычи ресурсов и максимальное число торговых путей;
- научные — снижают стоимость остальных исследований в библиотеке, увеличивают количество ресурсов при обследовании руин и открывают доступ к улучшениям в экономических постройках.

После проведения всех исследований информационной эпохи в библиотеке появляются 4 сверх-технологии, по одной на каждое направление: Ракетный щит (полная защита ваших территорий от ракетной атаки), Мировое правительство (мгновенная ассимиляция захваченных городов, возможное условие победы), Экономическое процветание (максимальные лимиты на добычу ресурсов и население, становятся доступными Стелс-Истребители и Стелс-Бомбардировщики) и Искусственный интеллект (мгновенная постройка юнитов).
Оставшаяся часть исследований проводится в военных и вторичных экономических зданиях.

## Нации
Всего в игре существует 18 наций:
- Ацтеки
- Банту
- Британцы
- Греки
- Египтяне
- Инки
- Испанцы
- Китайцы
- Корейцы
- Майя
- Монголы
- Немцы
- Нубийцы
- Персы
- Римляне
- Русские
- Турки
- Французы
- Японцы

В дополнении Thrones and Patriots добавилось ещё 6 наций:
- Американцы
- Голландцы
- Дакота
- Индийцы
- Ирокезы

Все нации в зависимости от характера полученных ими преимуществ разделены на склонные к нападению, склонные к обороне и экономические. Различия между игровыми нациями невелики и выражаются в том, что каждая получает несколько уникальных юнитов и несколько бонусов. Преимущества наций описаны в статье про дополнение Thrones&Patriots. Игрок-сервер может отключить национальные особенности при создании хоста.

## Игры серии Rise of Nations
Кроме оригинала было выпущено ещё 3 игры.
28 апреля 2004 года компания Big Huge Games выпустила пакет расширения Rise of Nations: Thrones and Patriots. Игра включает в себя несколько дополнительных наций, юнитов, чудес и кампаний, а также новые функции, включая выбор правительств, влияющий на игровой процесс. В октябре 2004 года было выпущено «Золотое издание» игры Rise of Nations Gold Edition для платформ Windows и Macintosh, объединившее оригинальную игру с дополнением Thrones and Patriots.
В мае 2006 года компания Big Huge Games выпустила спин-офф в стиле фэнтези с похожим на оригинал игровым процессом Rise of Nations: Rise of Legends.
Rise of Nations: Extended Edition — улучшенный перевыпуск основной игры и ее дополнения, выпущенный SkyBox Labs для Steam 12 июня 2014 года и для Windows 10 Store 14 сентября 2017 года, включая достижения Xbox Live и кроссплатформенную версию в сервисе Steam. Графические изменения в игре включали обновленные текстуры, освещение и воду. Другие изменения в игре включали интеграцию Steamworks, добавление облачных сохранений, коллекционных карточек Steam, достижений, интеграцию Twitch и многопользовательский режим с рейтинговыми матчами по системе рейтинга Эло. Включает Rise of Nations и Rise of Nations: Thrones and Patriots.
Летом 2018 года, благодаря уязвимости в защите Steam Web API, стало известно, что точное количество пользователей сервиса Steam, которые играли в Rise of Nations: Extended Edition хотя бы один раз, составляет 859 562 человека.

## Отзывы
| Сводный рейтинг       | Сводный рейтинг       |
| Агрегатор             | Оценка                |
| --------------------- | --------------------- |
| GameRankings          | 89,17 %               |
| Metacritic            | 89 / 100 (30 обзоров) |
| MobyRank              | 86 / 100              |
| TopTenReviews         | [ 11 ]                |
| Иноязычные издания    |                       |
| Издание               | Оценка                |
| AllGame               | [ 12 ]                |
| Eurogamer             | 9 / 10                |
| GameRevolution        | B+                    |
| GameSpot              | 9,3 / 10              |
| GameSpy               | [ 16 ]                |
| PC Zone               | 9,0 / 10              |
| Русскоязычные издания |                       |
| Издание               | Оценка                |
| Absolute Games        | 70 %                  |
| PlayGround.ru         | 9,0 / 10              |
| «Домашний ПК»         | [ 20 ]                |
| «Игромания»           | 9,0 / 10              |
| «Страна игр»          | 8,5 / 10              |

Игра заняла третье место в номинации «Лучшая стратегия» (2003) журнала «Игромания».